# Kormilovkai járás

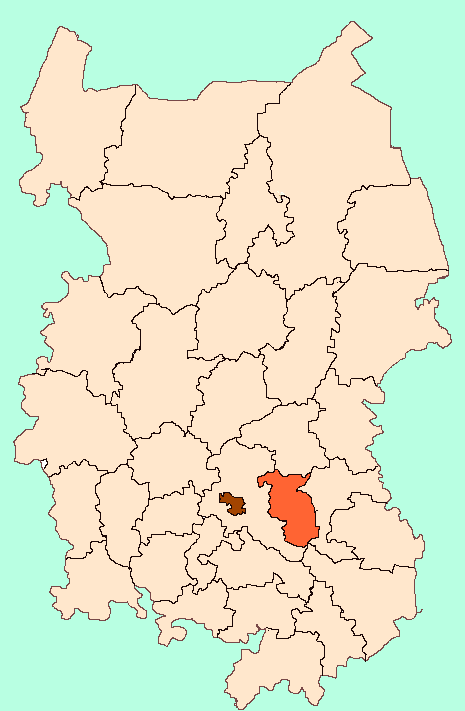
A Kormilovkai járás az Omszki területen

A Kormilovkai járás (oroszul Кормиловский район) Oroszország egyik járása az Omszki területen. Székhelye Kormilovka.

## Népesség
- 1989-ben 26 319 lakosa volt.
- 2002-ben 25 989 lakosa volt, melynek 86,2%-a orosz, 4,5%-a német, 2,5%-a kazah, 2,5%-a ukrán, 1%-a tatár.
- 2010-ben 24 726 lakosa volt, melynek 88,14%-a orosz, 2,75%-a német, 2,58%-a kazah, 1,72%-a ukrán, 0,87%-a tatár.